# Buckinghamshire
Buckinghamshire [ˈbʌkɪŋəmʃə] (Abkürzung Bucks) ist eine nach der Universitätsstadt Buckingham benannte traditionelle und zeremonielle Grafschaft, außerdem eine Unitary Authority im mittleren Südengland. Hauptort ist Aylesbury, etwa 60 Kilometer nordwestlich von London gelegen.
Buckinghamshire war bis zum 1. April 2020 ein Non-Metropolitan County, das in vier Distrikte unterteilt war: Aylesbury Vale, Chiltern, South Bucks und Wycombe. Früher war das Borough of Milton Keynes ein Distrikt von Buckinghamshire, seit 1997 ist das Borough zusammen mit der Stadt Milton Keynes ein selbständiger Stadtkreis (Unitary Authority).
Die traditionelle Grafschaft grenzte an Oxfordshire, Northamptonshire, Bedfordshire, Hertfordshire, Berkshire und Greater London. Im Zuge der Kommunalreform von 1974 kamen Slough und Eton zu Berkshire.
Buckinghamshire ist geprägt von Landwirtschaft; ein Industrie-Schwerpunkt liegt bei der Möbelherstellung und pharmazeutischen Artikeln.

## Geschichte
Der Name Buckinghamshire kommt aus dem Angelsächsischen und bedeutet „Der Distrikt (scire) von Bucca’s home“. Bucca’s home bezieht sich auf Buckingham im Norden der Grafschaft, das nach dem Namen eines angelsächsischen Landherrn benannt ist. Die Grafschaft wird seit dem 12. Jahrhundert Buckinghamshire genannt, davor war sie ein Teil des Königreichs Mercia (585–919).
Einige der Siedlungen in Buckinghamshire stammen aus der Zeit weit vor den Angelsachsen. Aylesbury etwa existiert bereits mindestens seit 1500 v. Chr. Einige Orte tragen bis heute ihren aus der Britischen Sprache stammenden Namen (Penn, Wendover) oder haben einen aus einer Mischung der britischen mit der angelsächsischen Sprache entstandenen Namen (Brill, Chetwode, Great Brickhill). Überall finden sich Zeugnisse vorrömischer Kulturen.
Der römische Einfluss in Buckinghamshire macht sich vor allem bei den römischen Straßen bemerkbar, die die Grafschaft durchqueren. Watling Street und Akeman Street verlaufen von Ost nach West durch Buckinghamshire und waren wichtige Handelsrouten, die London mit anderen Teilen des römischen Reiches in Britannien verband. Der Icknield Way entlang der Chiltern Hills wurde von den Römern als Verteidigungslinie genutzt; vermutlich handelt es sich um den Ausbau einer weit älteren Straße.
Die Angeln und Sachsen sind diejenige Volksgruppen, die wohl den größten Einfluss auf Buckinghamshire hatten. Sie gaben der Grafschaft und vielen der darin liegenden Orten nicht nur ihren Namen; die heutige Ausdehnung geht ebenfalls weitgehend auf die angelsächsische Zeit zurück. Eine der großen Schlachten, die in der Angelsächsischen Chronik erwähnt ist, wurde zwischen Cerdic von Wessex und den Briten in Chearsley geschlagen. Drei der Heiligen dieser Zeit sind in Quarrendon geboren. In der Spätphase der angelsächsischen Zeit wurde ein königlicher Palast in Brill errichtet. Der große Wohlstand der Grafschaft war eine Erwähnung im Domesday Book wert.
Das Haus Plantagenet nutzte den Reichtum des Landes gleichfalls aus. Wilhelm der Eroberer annektierte die meisten Grundherrschaften für sich selbst und seine Familie. Der Halbbruder Wilhelms, Odo von Bayeux, wurde zum größten Landbesitzer. Viele alte Jagdgebiete wurden Eigentum des Königs. Zu den alten Traditionen von Buckinghamshire gehört die Zucht von Schwänen für den König, dies zeigt sich im Wappen der Grafschaft (siehe unten).
Zu weiteren Annektierungen zugunsten der Krone es im Zusammenhang mit der Auflösung der Klöster (1536), als fast ein Drittel der Grafschaft persönliches Eigentum von König Heinrich VIII. wurde.
Heinrich VIII. war es auch, der Aylesbury statt Buckingham zur Hauptstadt der Grafschaft machte, um seine Beziehungen zu Thomas Boleyn zu verbessern und so dessen Tochter Anne heiraten zu können.
Im Englischen Bürgerkrieg (1642–1649) war Buckinghamshire überwiegend parlamentarisch eingestellt. Der Held der Parlamentsanhänger, John Hampden, stammte aus Buckinghamshire und half in der Schlacht von 1642 mit, Aylesbury zu verteidigen. Einige Orte im Westen der Grafschaft (zum Beispiel Brill und Boarstall) befanden sich wegen ihrer gleichen Entfernung zum parlamentarischen Aylesbury und dem royalistischen Oxford in einem Dauerkonflikt. Viele Orte verschwanden infolge dieses Konflikts von der Landkarte, wurden aber wieder aufgebaut.
Die Industrielle Revolution und der Bau der Eisenbahn veränderten die Landschaft in verschiedenen Teilen der Grafschaft. Wolverton im Norden (heute ein Teil von Milton Keynes) wurde zum nationalen Zentrum des Waggonbaus; Möbel- und Papierindustrie siedelte sich im Süden an. Im Zentrum der Grafschaft entstanden Spitzenklöppelei-Betriebe, die schnell wuchsen und Arbeit für die Frauen und Kinder armer Familien boten. Buckingham hat bis heute gute Eisenbahnverbindungen nach London, Birmingham und Manchester; die Herstellung von Möbeln ist immer noch eine der Hauptindustrien im Süden der Grafschaft.
Im frühen Viktorianischen Zeitalter grassierte eine schwere Cholera-Epidemie; die Landwirtschaft litt unter erheblichen Ernteausfällen. Zu dieser Zeit verließen viele Einwohner Buckinghamshire und ließen sich in den umliegenden Städten nieder. Landeigentümer nutzen die Chance, das zurückgelassene Land günstig zu erwerben. Dadurch gewannen die Rothschilds, eine der einflussreichsten Familien des Landes, erheblichen Bedeutung in Buckinghamshire.
Im 20. Jahrhundert kam im Norden und Süden der Grafschaft zu einer Urbanisierung, in deren Folge Planstädte wie Milton Keynes und Slough entstanden; beide sind seit 1997 Unitary Authorities.
Die Unitary Authority Buckinghamshire entstand am 1. April 2020, als sich die Distrikte Aylesbury Vale, Chiltern, South Bucks und Wycombe zusammenschlossen.

## Das Wappen von Buckinghamshire
Das Wappen von Buckinghamshire zeigt einen weißen Schwan in Ketten. Dies geht auf die angelsächsische Zeit zurück, in der Schwäne in Buckinghamshire für den König gezüchtet wurden. Der Schwan liegt in Ketten, um zu zeigen, dass er dem König zugehörig ist – ein altes Gesetz, das heute noch für die wilden Schwäne im Vereinigten Königreich gilt. Das Wappen wurde erstmals von Humphrey Stafford, 1. Duke of Buckingham in der Schlacht von Azincourt geführt.
Über dem Schwan befindet sich ein goldenes Band, in dessen Mitte das Whiteleaf-Kreuz abgebildet ist. Über dem Schild befindet sich eine Buche, die den Wald von Chiltern, der einst fast die Hälfte der Grafschaft bedeckte, repräsentiert. Auf der rechten Seite befindet sich ein Hirsch, auf der linken ein Schwan.
Die lateinische Inschrift lautet: Vestigia Nulla Retrorsum (Keine Spuren führen zurück).

## Gliederung
| Unitary Authority       | Fläche in km² | Einwohner (2018) |
| ----------------------- | ------------- | ---------------- |
| Buckinghamshire         | 1.564,95      | 540.059          |
| Milton Keynes           | 0.308,63      | 268.607          |
| Zeremonielle Grafschaft | 1.873,58      | 808.666          |

## Orte
in Buckinghamshire
- Amersham, Ashley Green, Aylesbury
- Beaconsfield, Bledlow, Bradenham, Brill, Buckingham
- Chalfont St. Giles, Chalfont St. Peter, Chenies, Chesham, Cholesbury, Cublington, Cuddington
- Dinton
- East Claydon
- Farnham Royal, Fawley
- Gawcott, Gerrads Cross, Great Brickhill, Great Horwood, Great Missenden
- Haddenham, Hambleden, High Wycombe, Hughenden Valley, Hyde Heath
- Ivinghoe
- Latimer, Long Crendon
- Marlow, Marsh Gibbon, Mentmore
- Nether Winchendon
- Padbury, Princes Risborough
- Quainton
- Steeple Claydon, Stewkley, Stoke Mandeville, Stokenchurch, Stowe, Swanbourne
- The Lee, Tingewick, Turville, Twyford
- Waddesdon, Wendover, West Wycombe, Westbury, Whitchurch, Wing, Winslow

in Milton Keynes
- Astwood
- Bletchley, Bradhill, Broughton
- Caldecote
- Great Linford
- Haversham
- Lathbury, Lavendon, Little Linford, Loughton
- Middleton, Milton Keynes
- Newport Pagnell
- Olney
- Sherington, Simpson, Stony Stratford
- Wolverton

## Sehenswürdigkeiten
- All Saints Church (Wing)
- Ascott House, Herrenhaus nahe Wing
- Ashridge Estate
- Bletchley Park
- Boarstall Tower
- Buckingham Chantry Chapel
- Buckinghamshire Railway Centre in Quainton
- Chenies Manor House, Herrenhaus aus dem 15. Jahrhundert
- Chequers
- Chiltern Open Air Museum
- Claydon House
- Cliveden
- Cobstone Windmill
- Dinton Castle
- Dorneywood, Herrenhaus aus dem 18. Jahrhundert nahe Burnham
- Halton House
- Hartwell House, Herrenhaus, Teil des National Trust
- Hellfire Caves
- Hughenden Manor, Herrenhaus aus dem 11. Jahrhundert nahe High Wycombe, Teil des National Trust
- Long Crendon Courthouse
- Mentmore Towers
- Old Amersham Market Hall
- Pitstone Windmill
- Stowe House
- Waddesdon Manor
- West Wycombe Park
- Winslow Hall, Herrenhaus aus dem 18. Jahrhundert in Winslow
- Wycombe Abbey

## Sonstiges
Das in der ersten Episode der Miniserie Band of Brothers – Wir waren wie Brüder gezeigte englische Dorf ist Hambleden in Buckinghamshire.